# Dysnectes brevis
Dysnectes brevis ist eine Protistenart, die zur Gruppe der Carpediemonas-like organisms der Fornicata gehört und der einzige Vertreter ihrer Gattung. Die Art wurde erst 2007 erstbeschrieben anhand von Aufsammlungen aus dem Hafen von Yamakawa.

## Merkmale
Dysnectes brevis ist halbkreisförmig bis länglich geformt, 9 bis 14,5 Mikrometer lang und 4,5 bis 8 Mikrometer breit. Sie besitzt zwei Geißeln und seitlich eine Furche. Die Vordergeißel bewegt sich aktiv entlang der linken Zellseite. Die kurze, hintere Geißel ist zweiflügelig und schlägt innerhalb der Furche. Die vordere Wurzel entspringt dem Basalkörper.
Dysnectes brevis hat eine räuberische Lebensweise. Es ist in der Regel mit dem Substrat verbunden, gelegentlich gleitet oder schwimmt es jedoch.

## Systematik
Die Art wurde 2007 durch eine japanische Forschungsgruppe anhand von Aufsammlungen aus dem Hafen von Yamakawa erstbeschrieben. Dysnectes brevis ist die einzige Art ihrer Gattung. Seine schlechten schwimmerischen Fähigkeiten haben zu seinem Namen geführt, Dysnectes bedeutet „schlechter Schwimmer“.
Sie wurde als basalstes Taxon der Fornicata beschrieben und innerhalb dieser mehrere Jahre als incertae sedis verstanden. Inzwischen wird sie jedoch zusammen mit der Gattung Carpediemonas und mehreren neu entdeckten Gattungen in die formal noch unbeschriebene Gruppe der Carpediemonas-like organisms gestellt.